# ويليام تي يونغ
ويليام تي يونغ (بالإنجليزية: William T. Young)‏ هو شخصية أعمال أمريكي، ولد في 15 فبراير 1918 في ليكسينغتون في الولايات المتحدة، وتوفي في 12 يناير 2004 في تيار الخليج.